# میرا هامرمش
میرا هامرمش (لهستانی: Mira Hamermesh؛ ۱۵ ژوئیه ۱۹۲۳ – ۱۹ فوریه ۲۰۱۲) هنرمند، نقاش و کارگردان فیلم اهل لهستان بود.
وی برای تلویزیون بریتانیا، فیلم‌های مستند می‌ساخت. مادر او جزء کسانی بود که در گتوی ووچ و پدرش در اردوگاه آشویتس کشته شدند.
شورای فرهنگی بریتانیا نمایشگاهی از آثار او را در سال ۱۹۴۶ برگزار کرد.